# Алефонсион Денг
Алефонсион Денг (енгл. Alephonsion Deng) је јужносудански писац, једна од аутора књиге „They Poured Fire on Us From the Sky: The True Story of Three Lost Boys of Sudan“, коју је написао заједно са својим братом Бенсоном, рођаком Бенџамином и америчком списатељицом Џоди Бернстин.
Током 1989. године Алефонсон је као дечак побегао из села у коме је рођен, након напада војске Судана. Пет година је провео са братом и неколико вршњака у бекству и сналажењу у природи. Након пристизања у избеглички камп Какума у Кенији, започео је са својим образовањем. Влада САД је 2001. године одбрила његовом боравак као једном од „Изгубљених дечака Судана“. За то време бавио се различитим пословима, а ускоро је добио прилику да пред студентима и ученицима бројних школа и универзитета исприча причу о свом преживљавању у дивљинама Африке. Тренутно студира на колеџу у Сан Дијегу и ради у локалној болници.